# Adventures by Disney
Adventures by Disney (ou Adventures By Disney Travel Services) est une entreprise et un service de voyages touristiques accompagnés (ou guidés) proposé par Walt Disney Parks and Resorts et la Walt Disney Travel Company, filiales de la Walt Disney Company. Ce service n'est pour le moment proposé qu'à partir des États-Unis mais comprend dès 2006 différentes destinations dont l'Europe.

## Historique

### 2005: les tests
Ce service, annoncé en avril, a été testé en mai 2005 avec pour destination Hawaï et le Wyoming. Les touristes par groupes de 30 sont accompagnés par deux guides "Disney" en plus de ceux locaux.
En 2006, la société britannique sans activité Disney Mobile Limited, filiale de Walt Disney International est rebaptisée Adventures by Disney Limited, pour proposer les services au Royaume-Uni.

### 2006 à 2008: les premiers programmes
En 2006, sept destinations étaient proposées : Londres & Paris, le Costa Rica, les Montagnes Rocheuses Canadiennes, l'Italie, le Wyoming, les îles Oahu-Kauai et les îles Hawaï-Oahu.
En 2007, douze itinéraires sont proposés. Les destinations européennes sont plus nombreuses et celles du Pacifique ont été supprimées.
| États-Unis, Sud-ouest Américain | États-Unis, Wyoming               | États-Unis, Côte atlantique                  | Costa Rica                                    |
| Sedona, Grand Canyon, Moab      | Jackson, Yellowstone, Grand Teton | Philadelphie, Washington, D.C., Williamsburg | San José, Arenal, Parc naturel Manuel Antonio |
| Irlande                         | Italie                            | Angleterre et France                         | Autriche et Tchéquie                          |
| Dublin, Killarney et Shannon    | Rome, Toscane et Venise           | Londres et Paris                             | Vienne, Salzbourg et Prague                   |
| Italie, Toscane                 | Italie du Sud                     | Espagne                                      | Espagne méridionale                           |
| (Rome et la Toscane)            | (Rome et la côte d'Amalfi)        | (Madrid et Barcelone)                        | (Madrid, Grenade et Séville)                  |

Le 3 septembre 2007, Disney annonce les 18 destinations pour 2008 dont 2 en Asie.
| États-Unis, Sud-ouest Américain               | États-Unis, Wyoming                     | États-Unis, Côte atlantique                  | États-Unis, Californie                                                 | États-Unis, Hollywood et Disneyland Resort |
| Sedona, Grand Canyon, Moab                    | Jackson, Yellowstone, Grand Teton)      | Philadelphie, Washington, D.C., Williamsburg | San Francisco, Cambria, Los Angeles                                    | idem                                       |
| Irlande                                       | Angleterre et France                    | Autriche et Tchéquie                         | Allemagne                                                              | Provence et Paris                          |
| Dublin, Killarney et Shannon                  | Londres et Paris                        | Vienne, Salzbourg et Prague                  | Heidelberg, Hanau, Rothenburg ob der Tauber (route romantique), Munich | Aix-en-Provence, Paris                     |
| Espagne                                       | Italie                                  | Toscane                                      | Italie du Sud                                                          |                                            |
| Madrid, Séville, Barcelone                    | Rome, Toscane et Venise                 | Rome et la Toscane                           | Rome et Sorrente                                                       |                                            |
| Costa Rica                                    | Pérou                                   | Chine                                        | Australie                                                              |                                            |
| San José, Arenal, Parc naturel Manuel Antonio | Vallée sacrée-Machu Picchu, Cuzco, Lima | Pékin, Chengdu, Guilin                       | Grande barrière de corail, Ayers Rock, Sydney                          |                                            |

### 2009 à 2015: De nouveaux itinéraires
Le 12 août 2008, Adventures by Disney annonce de nouveaux itinéraires en Afrique du Sud, en Alaska et dans les Galápagos pour 2009. Le 13 octobre 2008, la presse africaine précise que l'itinéraire sud-africain passera par Le Cap, George et Knysna avec de passer dans la Kapama Game Reserve près du Parc national Kruger.
En 2011, l'organisme prévoit deux itinéraires en Égypte pour un total de 23 destinations différentes.
Le 26 mars 2012, Disney annonce des voyages en Asie du Sud-ouest pour 2013 dont le Viêt Nam, le Laos et le Cambodge.
Le 5 mai 2014, profitant du succès du film La Reine des neiges (2013), Disney Cruise Line et Adventures by Disney annoncent des itinéraires en Norvège pour 2015.

### Depuis 2015: ajout des croisières fluviales
Le 13 avril 2015, Disney annonce un contrat entre sa filiale Adventures by Disney et le croisiériste américain AmaWaterways pour des croisières fluviales en Europe, principalement sur le Danube sur deux nouveaux navires construits spécialement,,. Le 14 mai 2015, Disney et AmaWaterways annoncent des croisières fluviales supplémentaires durant l'été et à Noël 2016 un mois après avoir annoncé leur partenariat,.
Le 19 avril 2016, AmaWaterways annonce de nouvelles croisières Disney sur le Rhin à bord d'un nouveau navire nommé AMAKristina et la livraison de l'AMAViola le 7 juillet pour des croisières Disney sur le Danube. Le 16 août 2016, Adventures by Disney confirme l'ajout de croisières fluviales sur le Rhin en 2017 mais l'âge minimum requis passe à 6 ans. Le 30 septembre 2016, Adventures by Disney prévoit pour 2017 des croisières pour adultes, dégustation et vin sur le Rhin.

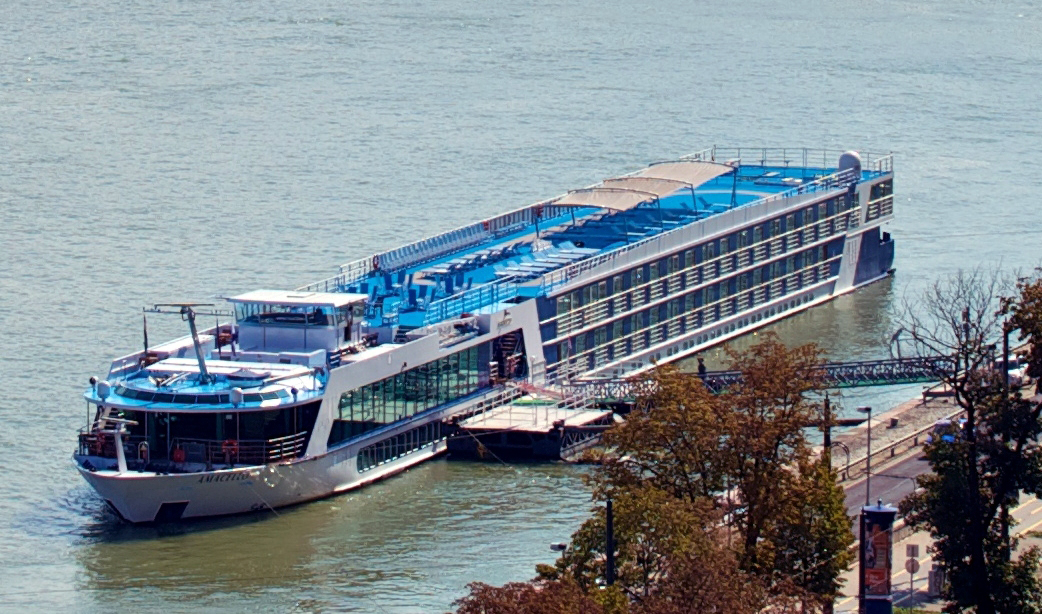
L’AmaCello d'AmaWaterways amarré à Budapest en 2008.

Le 17 janvier 2018, Adventures by Disney annonce des croisières fluviales sur la Seine avec AmaWaterways à partir de 2019,. Le 13 février 2018, Adventures by Disney annonce des excursions au Japon pour 2019. Le 20 avril 2018, Disney crée une nouvelle entité nommée Disney Signature Experiences, indépendantes de Walt Disney Parks and Resorts dirigée par Jeff Vahle qui regroupe Disney Cruise Line, Disney Vacation Club, Adventures by Disney et Disney Aulani Resort,. Le 14 septembre 2018, Adventures by Disney développe pour 2019 une offre « Petit séjour » avec 3 destinations internationales Boston, Londres et Vancouver.
Le 24 janvier 2019, Adventures by Disney annonce des nouvelles croisières fluviales en Europe pour 2020 comme les séjours courts à Paris, Amsterdam ou Budapest et une croisière d'une semaine sur le Rhône à bord du AmaCello

## Prestations
Adventures by Disney est conçu comme un voyagiste avec des séjours courts ou longs dans des lieux touristiques incluant l'hébergement et des activités. Seuls deux accompagnateurs sont des employés Disney, le reste du personnels étant des partenaires locaux.
Certains séjours sont prévus pour la famille et d'autres sont réservés aux adultes. Certaines activités sont parfois associées à d'autres filiales de Disney comme des séjours à New York comprenant un spectacle à Broadway de Disney Theatrical.
Initialement les séjours proposés concernaient les hauts lieux touristiques de l'Amérique du Nord comme le Grand Canyon ou Yellowstone, puis l'international avant de proposer depuis
En 2015, Adventures by Disney proposait 37 destinations et plus de 45 en 2019 toutefois certains séjours d'une semaine comportent plusieurs jours dans les parcs et hôtels Disney de Disneyland Paris, Tokyo Disney Resort ou Disneyland Resort en Californie.
Depuis 2015, Adventures by Disney propose en partenariat avec le croisiériste américain AmaWaterways des croisières fluviales.

### Destinations
- Afrique, Asie et Océanie
  - Le Cap, Knysna, Kapama Game Reserve (Afrique du Sud)
  - Sydney, Ayers Rock, Palm Cove, Grande barrière de corail, Gold Coast (Australie)
  - Hong Kong, Pékin, Xi’an, Guilin,Chengdu, Shanghai (Chine), dont Hong Kong Disneyland et Shanghai Disneyland
  - Le Caire, Assouan, croisière sur le Nil, Louxor, Sharm El Sheikh (Égypte) 
  - Osaka, Kyoto, Takayama, Hakone, Tokyo (Japon)
  - Tokyo Disney Resort (Japon)
  - Vietnam, Laos et Cambodge
- Amérique du Sud 
  - Costa Rica
  - Équateur et les Galapagos
  - Équateur, l'Amazone et les Galapagos
  - Pérou
- Amérique du Nord 
  - Alaska
  - Arizona et Utah
  - Californie du Sud et Disneyland Resort
  - Rocheuses canadiennes
  - Montana 
  - Philadelphie et Washington DC
  - Wyoming
  - Séjour courts en Amérique du Nord
    - Boston, New York, San Franciso, Wyoming, Disneyland Resort
- Europe
  - Munich, Rothenburg, Berlain (Allemagne)
  - Autriche et République tchèque
  - Athènes, Santorin, Héraklion (Grèce)
  - Barcelone, Madrid, Séville, Marbella (Espagne)
  - Irlande
  - Islande
  - Côte Amalfi (Italie)
  - Rome, Florence, Venise (Italie)
  - Mila, Zermatt, Lucerne et  Zurich (Italie, Suisse)
  - Norvège
  - Écosse (Royaume-Uni)
  - Windsor et Versailles (Royaume-Uni, France)
  - Séjour courts en Europe
    - Amsterdam, Barcelone, Budapest, Copenhague, Londres, Rome, Paris
    - Disneyland Paris
- Croisières en Europe
  - Rhin
  - Rhone
  - Seine
  - Danube avec deux variantes saisonnières, Noël et Oktoberfest